# Deutscher Padel Verband
Der Deutsche Padel Verband (abgekürzt DPV) ist die Dachorganisation für Padel in Deutschland. Sitz des Verbandes ist Berlin.

## Ziel
Die Zielsetzung des Verbands ist die Förderung des Padel-Sports in Deutschland und die Bildung einer Dachorganisation der Verbände, die diese Sportart betreiben.

## Geschichte
Der Verband wurde im Juni 2010 mit Sitz in Köln gegründet. Der Deutsche Padel Verband ist seit 2013 Deutschlands offiziell anerkanntes Mitglied der International Padel Federation und gehört zu den Gründungsmitgliedern der Federation of European Padel.

## Sportliche Veranstaltungen
Der Verband richtet die Wettbewerbe im Padel aus mit
- der Bundesliga
- der 2. Bundesliga
- der Regionalliga und weiteren Ligen
- der German Padel Series, einer Turnierreihe

Daneben führt der Verband seit dem German Padel Masters 2012 Ranglisten, in denen die Ergebnisse der  DPV-Turniere ausgewertet werden. Hierfür werden alle Punkte aufsummiert, die jeder Spieler im Zeitraum der vergangenen 52 Wochen erzielt hat. Seit 2015 gibt es auch eine Rangliste der Damen.
Mittlerweile werden folgende Ranglisten geführt: Herren, Damen, Mixed, Herren Ü30, Ü40, Ü50, Ü60, Damen Ü30 Ü40, Ü50, Ü60 und Mixed Ü40.